# Death Valley (série télévisée)
Pour les articles homonymes, voir Death Valley.
Death Valley est une série télévisée américaine en douze épisodes de 22 minutes créée par Eric Weinberg, Curtis Gwinn et Michael Cummings, diffusée entre le 29 août 2011 et le 21 novembre 2011 sur MTV.
En France, elle a été diffusée depuis le 26 avril 2012 sur MTV France.

## Synopsis
Lorsque la vallée de San Fernando (Californie) est envahie par des zombies, des vampires et des loups-garous et alors que les scientifiques cherchent encore une réponse à la cause de ce chaos, les membres de l'UTF (Undead Task Force, (Groupe de travail anti non-morts)) sont chargés d'éradiquer les monstres, ou du moins les contenir dans la vallée.

## Distribution

### Acteurs principaux
- Charlie Sanders (V. F. : Bruno Méyère) : agent Joe Stubeck
- Bryce Johnson (V. F. : Benjamin Pascal) : agent Billy Pierce
- Bryan Callen (V. F. : Marc Saez) : capitaine Frank Dashell
- Tania Raymonde (V. F. : Isabelle Volpe) : agent Carla Rinaldi
- Caity Lotz (V. F. : Marie Diot) : agent Kirsten Landry
- Texas Battle (V. F. : Mohammed Sanou) : agent John John-John Johnson

### Acteurs récurrents
- Toby Meuli (V. F. : Rémi Caillebot) : Jamie
- Courtney Halverson (V. F. : Léa Gabrièle) : Natalie
- R.J. Cantu (V. F. : Yann Pichon) : Rico
Version française
Société de doublage : Studio Chinkel[1]
Direction artistique : Gilbert Lévy[1]

Source V. F. : Doublage Séries Database

## Épisodes
1. Bienvenue dans la vallée (Pilot) (Diffusé le 26 avril 2012 sur MTV France)
2. Nous aider, c'est vous aider (Help Us Help You) (Diffusé le 26 avril 2012 sur MTV France)
3. Les vaisseaux sanguins (Blood Vessels) (Diffusé le 3 mai 2012 sur MTV France)
4. Deux filles pour un flic (Two Girls, One Cop) (Diffusé le 10 mai 2012 sur MTV France)
5. Combats de zombies (Zombie Fights) (Diffusé le 17 mai 2012 sur MTV France)
6. Bowling de zombie (The Hottest Day Of The Year) (Diffusé le 24 mai 2012 sur MTV France)
7. Thriller (Who, What, When, Werewolf...Why) (Diffusé le 31 mai 2012 sur MTV France)
8. Prostitution sanglante (Undead Hookers) (Diffusé le 7 juin 2012 sur MTV France)
9. Tic Tac, boum ! (Tick, Tick, BOOM!) (Diffusé le 14 juin 2012 sur MTV France)
10. Assaut périlleux ! (Assault On Precinct UTF) (Diffusé le 21 juin 2012 sur MTV France)
11. Décomposition (Partners) (Diffusé le 28 juin 2012 sur MTV France)
12. La paix dans la vallée (Peace In The Valley) (Diffusé le 5 juillet 2012 sur MTV France)

## Autour de la série
- Bien qu'une saison 2 ait été envisagée comme le souligne le cliffhanger du dernier épisode de la saison 1, la série n'a pas été reconduite par MTV[2].
- La série donne une "explication" pour les deux types de zombies (lents et rapides) : ils sont d'abord rapides, puis lents, au fur et à mesure que le corps se dégrade.